# Damis de Nínive
Damis (en grec antic Δᾶμις, o Δάμις) fou un escriptor assiri en llengua grega. Va néixer a Nínive i va ser amic d'Apol·loni de Tíana, a qui va acompanyar en els seus viatges, sobre els quals va escriure un relat, incloent-hi els discursos i les profecies del seu mestre, que sembla que fou la base de la biografia d'Apol·loni escrita per Filòstrat d'Atenes. Segons Suides, l'estil d'aquesta obra mostrava els seus orígens bàrbars.